# اندریا السون
اِندریا اِلسون (انگلیسی: Andrea Elson؛ زادهٔ ۶ مارس ۱۹۶۹) یک هنرپیشه و مانکن اهل ایالات متحده آمریکا است. وی بین سال‌های ۱۹۸۳ تا ۱۹۹۸ میلادی فعالیت می‌کرد.
از فیلم‌ها یا مجموعه‌های تلویزیونی که وی در آن‌ها نقش داشته است می‌توان به متأهل... دارای بچه (۱۹۹۳)، بچه‌های سوت‌زن اشاره نمود.
وی دو مرتبه در سال‌های ۱۹۸۶ و ۱۹۸۹ میلادی، نامزد دریافت جایزه هنرمند جوان بوده است.